# Ignacio Fernández de Lucio
Ignacio Fernández de Lucio (Reinosa, Cantabria, 1943) es un ingeniero agrónomo español. Es profesor de investigación ad honorem del Consejo Superior de Investigaciones Científicas.
El 1966, obtuvo el título de Ingeniero Agrónomo en la Universidad Politécnica de Madrid y en 1977 se doctoró en la Universitat Politècnica de València.
Comenzó su actividad profesional trabajando en  OTAM-SARES (París, Francia) como Ingeniero Jefe de Proyectos (1971-1973), y como Profesor en la Universidad Politécnica Valencia (1973-1975).
En 1975 ingresó como Colaborador científico en el Instituto de Agroquímica y Tecnología de Alimentos del Consejo Superior de Investigaciones Científicas (CSIC) hasta que en 1985 fue nombrado Delegado del CSIC en la Comunidad Valenciana y en 1986 Director del Gabinete de Estudios del CSIC (Madrid). Desde este gabinete, impulsó la creación de la Oficina de Valorización y Transferencia de Tecnología de este organismo, la primera en España, que sirvió de modelo para las Oficinas de Transferencia de Resultados de la Investigación (OTRI) que se pusieron en marcha desde el Plan Nacional de I+D de 1989, contando con su asesoramiento. En paralelo, dirigió el Centro de Transferencia de Tecnología de la Universidad Politécnica de Valencia (1989-1997) y luego, en la misma Universidad, el Centro de Relaciones con el Entorno Socioeconómico (CERES) (1997-1999), que coordinaba el CTT y  el programa IDEAS para la creación de empresas, también iniciativa pionera en España. 
En 1999 dirigió la puesta en marcha del Instituto de Gestión de la Innovación y del Conocimiento (INGENIO), centro mixto del CSIC y la Universidad Politécnica de Valencia, que dirigió hasta 2012, dedicado a la investigación, la formación y la transferencia de conocimiento sobre la ciencia y la innovación desde una perspectiva multidisciplinar. 
Ha participado en más de 30 proyectos financiados en convocatorias públicas competitivas y en más de 40 contratos de investigación, la mayoría de ellos orientados al asesoramiento a gobiernos e instituciones en el diseño y evaluación de políticas de ciencia e innovación y de transferencia de conocimiento. Ha publicado cerca de 200 artículos en revistas científicas y libros sobre estas materias. Publica en las principales revistas del área (Research Policy, Regional Studies, Industrial and Corporate Change, Higher Education, Scientometrics, R&D Management y Research Evaluation). Ha difundido sus conocimientos y experiencia de gestión mediante cursos, seminarios y conferencias, tanto dentro como fuera de España y colaborado con diversas organizaciones internacionales.
En 2005 fue galardonado con el premio nacional de Investigación “Juan de la Cierva” en Transferencia de Tecnología que concede, con periodicidad bianual, el Ministerio de Educación y Ciencia español, “por su contribución pionera a la generación e implantación de modelos de transferencia de conocimiento desde el sistema público de I+D al sistema productivo y a la sociedad en su conjunto, y por su continuada labor de reflexión, difusión y gestión en el ámbito de la función de transferencia en las universidades y organismos públicos de investigación”.

## Obras
- El significado de innovar con Elena Castro Martínez, Madrid : CSIC, 2013. ISBN 978-84-00-09665-6
- La innovación en el sector de pavimentos y revestimientos cerámicos de la Comunidad Valenciana, con Daniel Gabaldón Estevan y C. Gómez de Bareda Ferraz, Valencia : Fundación Premios Rey Jaime I, 2005. ISBN 84-482-3991-1
- Enfoques de políticas regionales de innovación en la Unión Europea, con J. Rojo de la Viesca, E. Castro Martínez. Madrid : Academia Europea de Ciencias y Artes, Delegación Española, 2003. ISBN 84-607-9586-1
- Modelos de desarrollo del bovino en el País Valenciano: producción de leche y carne en ciclo cerrado con José L. Vayá, P. Serra. Valencia : Instituto de Agroquímica y Tecnología de Alimentos, D.L. 1980. ISBN 84-00-04610-2
- The effect of external and internal factors on firms' product innovation, con J. Vega-Jurado, A. Gutiérrez-Gracia y L. Manjarrés-Henríquez (Research Policy, 2008) (ScienceDirect)
- Does external knowledge sourcing matter for innovation? Evidence from the Spanish manufacturing industry, con J. Vega-Jurado y A. Gutiérrez-Gracia (Industrial and Corporate Change, 2009) (Oxford Academic)
- Analyzing the determinants of firm's absorptive capacity: beyond R&D, con J. Vega-Jurado y A. Gutiérrez-Gracia (R&D Management, 2008/9) (Wiley Online Library)
- Faculty support for the objectives of university–industry relations versus degree of R&D cooperation: The importance of regional absorptive capacity, con J. M. Azagra-Caro, F. Archontakis, A. Gutiérrez-Gracia (Research Policy, 2006) (ScienceDirect)

- Repositorio de artículos de Ignacio Fernández de Lucio: 
  - CSIC
  - Google Scholar